# 臺中港大樹公
24°16′18″N 120°31′54″E / 24.271648°N 120.531783°E
臺中港大樹公，是位於臺灣臺中市梧棲區頂寮里的兩棵榕樹，處在臺中港臺中港線旁的榕樹公園，被當地人視為神樹與夫妻樹。

## 保育
臺中港建港前，尚屬於清水鎮轄區的海尾仔（今梧棲區頂寮里），是一片的魚塭與木麻黃，其中有兩棵被視為夫妻樹、以簡易鐵皮厝搭廟供膜拜的百年大榕樹。1970年代初興建臺中港時，當時的行政院長蔣經國前往視察，認樹不妨礙建港就應保留。1973年開港時，政府也在臨港路種植800多棵榕樹。
原先此地雜草叢生，直到2007年臺中港務局局長李龍文指示開闢榕樹公園以敦親睦鄰。開闢中一路時，港務局特地繞過廣達數十公尺面積的樹群，讓道路往西側繞過。除繞道外，台中港務公司也種植花木及、興建步道、透水地磚、洗手台、休閒椅、臨時廁所、夜間照明等公園設施。樹今位在臨港路與中一路之間，緊鄰台中港單車專用道。
大樹公廟管委會主委黃漢忠在2010年6月發現樹葉變黃及變小，原因為介殼蟲侵襲。於是台中港務局環保組王國燈率專家挖孔施肥、噴藥防治，讓老樹重現生機，過不久卻像臨港路其他榕樹一樣疑似得到褐根病。行政院農業委員會林業試驗所博士傅春旭同年8月23日診斷確定罹患褐根病後，台中港務局在年底編列新台幣180萬預算搶救。次年1月27日上午，港務局局長李泰興、立委楊瓊櫻父親、議員尤碧鈴、頂寮里里長鐘金水、槺榔里里長洪水家帶領下，與50多位鄉親及港務局同仁，舉行祈福儀式以正式展開大樹公治療作業，委由臺灣大學生物資源暨農學院實驗林管理處溪頭植物醫學中心團隊駐地治療。2012年11月20日，台中港務分公司在此設立紀念碑，記載當初留存、募款改建廟宇及治療褐根病等大樹公歷史。
市議員楊典忠表示這兩棵盤纏交錯、相擁而生的百年榕樹，長期在港區漫天風沙的環境下還能屹立不搖，是生命力與當地孕育成形的文化信仰，盼農業局將這兩棵樹列為臺中市珍貴老樹。此舉獲得農業局林務資源保育科科長邱松山回應，許諾會列入下一波提報老樹保護名單。
2016年10月新聞報導時，在楊典忠轉告民眾發現又發現樹木異常後，經農業局請農委會林業試驗所專家勘察，發現樹基部及樹幹己有褐根病菌絲，建議以外科手術方式切除息部，同時評估是否給予支撐避免傾倒。次年報導，經交通部航港局與台中港務公司防治處理後，生長情況良好。

## 信仰
臺中港施工期間，傳出有挖土機工人誤觸大樹公，造成身體不適。大家樂盛行時，常有民眾聚在樹下問明牌。原港區航商和臨港路的舶來品商店業者，都會來此祭拜。在台中港務局協助與認養下，信眾成立了管理委員會，並禁止起乩及問明牌。2008年7月22日舉行新廟安座大典。
當地頂寮里里長鐘金水曾表示，新廟安座前5天，港務局局長李龍文就榮升民航局局長，可能是大樹公保佑；居民兼志工的陳麗玉則稱讚此樹旁的土地公相當靈驗，有港區員警祈求升官調職後，連續拿金牌還願。在2015年報導時，此廟的土地公13年來已有3次失竊，首次是2002年被竊隔了1年8個月又被放回，第二次2012年10月失竊隔了快1年，廟方才在隔年7月安放新神像，但安座年餘2014年12月31日又失竊。
也有人會在此棄置神像，廟方只好請台中港務分公司監控中心經理、法師鄒慶榮退神與收容神像。